# Nakajima A4N
Nakajima A4N (яп. 九五式艦上戦闘機), палубный истребитель флота, Тип 95) — японский палубный истребитель-биплан времён японо-китайской войны. Разрабатывался компанией «Накадзима» как дальнейший этап развития Nakajima A2N. Последний японский палубный истребитель-биплан.

## Разработка
Императорский флот Японии разрабатывал требования новой спецификации «9-Shi» для палубной авиации, и одним из этих требований было создание нового палубного истребителя на замену уже имеющемуся Nakajima A2N (Тип 90). В феврале 1934 года спецификация была выдана фирме «Mitsubishi», но та незадолго до этого поручила фирме «Nakajima» провести модернизацию уже имеющегося истребителя A2N. Главами нового проекта модификации стали инженеры Такао Ёсида и Синобу Миякэ. Первый прототип нового истребителя под внутренним обозначением YM был готов в октябре 1934 года, однако первый взлёт его состоялся только в начале 1935 года.
На первых испытаниях самолёт развил скорость 352 км/ч на высоте 3200 м, что выписывалось в требования спецификации. Однако 1 февраля 1935 у нового образца появился конкурент, когда впервые взлетел прототип Mitsubishi Ka-14, позднее ставший известным как Mitsubishi A5M. Определить, какой из истребителей должен заступить на вооружение флота, должно было сравнительное испытание строевыми пилотами: у «Мицубиси» козырем была высокая скорость, у «Накадзима» — традиционная манёвренность. Испытания состоялись осенью 1935 года и проводились под руководством лейтенанта Минору Гэнда, лейтенанта Рёсуке Номура и ряда строевых пилотов. По итогам испытания победу одержал истребитель «Накадзима» благодаря своему превосходству в так называемой «собачьей свалке» (основной тактике маневренного истребительного боя того времени). Он получил обозначение A4N1 и классификацию «палубный истребитель флота, Тип 95».

## Описание
Новый самолёт был похож на своего предшественника, но имел некоторые важные отличия. Габариты планера были чуть больше, а двигателем служил мощный Nakajima Hikari 1 мощностью 730 л. с. (номинальная — 600 л. с.). Конструкция шасси была изменена: раздельные стойки были соединены с общей жёсткостью для повышения жёсткости, также добавлено хвостовое колесо. Для повышения дальности на самолёт устанавливались подвесные баки под левым или правым крылом, что повышал дальность полёта до 950—980 км при штатных 845 км.
Вооружение составляли два пулемёта Тип 97 калибром 7,7 мм, нагрузка бомб составляла до 120 кг (как лёгкие по 30 кг, так и более тяжёлые по 60 кг).

## Служба
Однако служба этого биплана была недолгой, поскольку руководство Императорского флота убедилось в превосходстве монопланов над бипланами. Тактика применения скоростного моноплана А5М доказала безоговорочные преимущества этой схемы в истребительной авиации, однако перевооружение велось очень долго. К началу японо-китайской войны в составе морской авиации лишь 12-й смешанный кокутай (аэродром Люда, Дайрен) имел в своём составе 12 истребителей A4N. Функциями были эскортные операции ближнего действия и ПВО.
Первые бои были неудачными: 24 августа 1937 командир 24-й истребительной эскадрильи ВВС Китайской Республики капитан Лю Чуйкан на истребителе Curtiss Hawk III сбил A4N к северо-западу от Шанхая, а пилот погиб. 25 августа японцы с авианосца «Хосё» пытались перехватить бомбардировщики He-111A, повредив два бомбардировщика. В августе 12-й кокутай отправился на отдых, но вернулся 5 сентября на службу как часть 3-го флота, разместившись на авиабазе Кунда (Шанхай), и присоединился к поддержке наземных войск. A4N стали фактически ещё и штурмовиками. Потери усилились: 18 сентября самолёт старшего лейтенанта Кадзуе Сато был сбит в районе Баодинга силами ПВО, а капитан, совершив вынужденную посадку, погиб в перестрелке. В октябре-ноябре истребители стали заменять на монопланы «Мицубиси». С декабря 1937 года в районе Шанхая начал действовать кокутай «Каноя», который имел дайтай (эскадрилью) A4N, но те занимались только противовоздушной обороной. A4N стали только инструментом для восполнения потерь.
13 апреля 1938 авианосец «Кага», имея в составе своей авиагруппы несколько истребителей A4N, поддерживал удары по Кантону, и в тот день был сбит как минимум один истребитель A4N: отличился лейтенант Тэн Чунькай из 28-й эскадрильи заявил о сбитых двух самолётах, но вторым был палубный бомбардировщик Aichi D1A. Лейтенант Квань Еньсунь заявил о ещё одном сбитом A4N и двух повреждённых. В ответ на это два японца сбили два истребителя Gloster Gladiator: отличились старшина 2-й статьи Хатсуо Хидака (погиб пилот У Бодзюнь) и главный старшина Чоно. С 25 апреля 1938 к боевым действиям присоединилась авиагруппа авианосца «Сорю» (аэропорт Нанкина), а в июне был брошен и 15-й кокутай со старыми самолётами. Причиной такого массового включения Nakajima A4N в бой стали большие потери в авиатехнике. 16 июля бомбардировку аэродрома предприняли бомбардировщики ВВС Китая, и 15-й кокутай отразил атаку, сбив три самолёта. Отличились главный старшина Итиро Хигаясима и старшина 2-й статьи Ёсихару Мацумото.
В марте кокутай «Каноя» вывел A4N, в апреле авианосцы «Сорю» и «Кага» вывели самолёты из своего состава, в сентябре 1938 года 15-й кокутай отказался и от них. Недолгое время самолёт базировался на авианосце «Рюдзё» как учебный. К концу 1938 года в боевых частях его не осталось: все Nakajima A4N стали учебными.

## Характеристики
Технические характеристики
- Экипаж: 1 человек
- Длина: 6,64 м
- Размах крыла: 10 м
- Высота: 3,07 м
- Площадь крыла: 22,89 м²
- Масса пустого: 1276 кг
- Нормальная взлётная масса: 1760 кг
- Силовая установка: 1 × 9-цилиндровый радиальный Nakajima Hikari 1
- Мощность двигателей: 1 × 730 л.с. (1 × 545 кВт)

Лётные характеристики
- Максимальная скорость: 350 км/ч
- Крейсерская скорость: 286 км/ч
- Практическая дальность: 845 км
- Практический потолок: 7740 м

Вооружение
- Стрелково-пушечное: два 7,7-мм синхронных пулемёта Тип 97
- Бомбы: до 120 кг бомб